# De Kavijaks
De Kavijaks (2005) is een vijfdelige Vlaamse dramareeks geregisseerd door Stijn Coninx, vrij naar het boek van Jozef Vantorre. De Kavijaks verhaalt de jeugdjaren van Vantorre in Heist.
De serie werd eerst op het digitale kanaal VTMkerst getoond, waardoor alleen abonnees de serie konden zien in première. Daarna kreeg Nederland 2 de rechten en tot slot zond ook VTM de reeks uit.
Doordat men de reeks pas 2 jaar nadat hij werd ingeblikt begon uit te zenden (en het feit dat Nederland de reeks nog voor Vlaanderen mocht uitzenden) ontstond er veel kritiek van de cast en crew. VTM reageerde hierop met het feit dat er gewoon geen plaats was om het programma uit te zenden. Later kwam aan het licht dat de zender onterecht vreesde dat de serie niet zou aanslaan bij de kijkers.

## Afleveringen
| # | Aflevering | Uitzending Vlaanderen | Uitzending Nederland |
| - | ---------- | --------------------- | -------------------- |
| 1 | Moeder     | 5 februari 2007       | 15 december 2006     |
| 2 | Jetje      | 12 februari 2007      | 22 december 2006     |
| 3 | Marcella   | 19 februari 2007      | 29 december 2006     |
| 4 | Belinda    | 26 februari 2007      | 7 januari 2007       |
| 5 | Esther     | 5 maart 2007          | 14 januari 2007      |

## Personages

### De Kavijaks
| De Generaal               | Jan Decleir      | Jan Decleir      | Jan Decleir        |                    | Jan Decleir        |                 |                 |
| Moeder Vantorre           | Sien Eggers      |                  |                    |                    |                    |                 |                 |
| 'Pépé' Pol Brol           | Nand Buyl        | Nand Buyl        | Nand Buyl          |                    |                    |                 |                 |
| Jozef 'Piften' Vantorre   | Wietse Tanghe    | Wietse Tanghe    | Jenne Decleir      | Jenne Decleir      | Jenne Decleir      |                 |                 |
| Roger 'Bolle' Vantorre    | Stef Aerts       | Stef Aerts       | Thomas Ryckewaert  | Thomas Ryckewaert  | Thomas Ryckewaert  |                 |                 |
| Achiel 'Spille' Vantorre  | Tim David        | Tim David        | Tim David          | Tim David          | Tim David          |                 |                 |
| Jeanne Vantorre           | Margot De Ridder | Margot De Ridder | Jessa Wildemeersch | Jessa Wildemeersch | Jessa Wildemeersch |                 |                 |
| Cécile Vantorre           |                  |                  | Sophie Decleir     | Sophie Decleir     | Sophie Decleir     |                 |                 |
| Mariëtte 'Jetje' Vantorre | Rosa Vandervost  | Rosa Vandervost  |                    |                    | Rosa Vandervost    | Rosa Vandervost | Rosa Vandervost |

### Nevenrollen
- Hilde Van Mieghem - Marcella
- Marie Vinck - Esther 'Belinda' Goldberg
- Karlijn Sileghem - Ann Goldberg

### Overige
- Mathijs Scheepers - Heinz
- Sofie Van Moll - Charlotte (Lola)
- Lucas Van den Eynde - leraar
- Celia Bogaert - verpleegster
- Chris Cauwenberghs - bakker
- Kurt Defrancq - veldwachter
- Marc Peeters - rijkswachter
- Fred Van Kuyk - handelaar
- Tuur De Weert - pastoor
- Jakob Beks - herbergier
- Erik Burke - dokter
- Warre Borgmans - veilingmeester
- Marc Van Eeghem - deurwaarder Vandersande
- Marilou Mermans - moeder overste
- Karen Van Parijs - zuster van liefde
- Veva De Blauwe - zuster van liefde
- Sjarel Branckaerts - herbergier
- Marijke Pinoy - loketbediende
- Hilt De Vos
- Aza Declercq
- Paul Wuyts
- Tiemen Van Haever
- Midas De Saedeleir
- Leonard Muylle
- Fons Medaer
- Fran Verstegen
- Kathlien Bridoux
- Clara Cleymans